# Język wschodnioormiański
Język wschodnioormiański (orm. arewelahajeren – Արևելահայերեն albo wschodni aszcharhabar orm. Արևելյան աշխարհաբար) – jedna z dwóch gałęzi współczesnego języka ormiańskiego, którym posługują się Ormianie w Republice Armenii i Republice Górskiego Karabachu, oraz Ormianie zamieszkujący w Iranie. Powstał na początku XIX wieku na podstawie ormiańskiego dialektu perskich Ormian.

## Morfologia
Rzeczownik ormiański wykazuje kategorie: określoności, liczby i przypadku. Nie zna kategorii rodzaju.
W języku wschodnioormiańskim jest siedem przypadków:
- mianownik – ուղղական
- dopełniacz – սեռական
- celownik – տրական
- biernik – հայցական
- narzędnik – գործիական
- miejscownik – ներգոյական

Biernik nie ma w języku polskim odpowiednika, odpowiada na pytanie „skąd?”.
Czasownik w języku ormiańskim wykazuje kategorie: czasu, strony, trybu, liczby, osoby. Formą „słownikową” jest bezokolicznik zakończony na -el –ել lub -al –ալ.

## Transliteracja i transkrypcja alfabetu ormiańskiego
Sposób zapisu ormiańskich imion i nazwisk reguluje rozporządzenie Ministra Spraw Wewnętrznych i Administracji z dnia 30 maja 2005 roku w sprawie sposobu transliteracji imion i nazwisk osób należących do mniejszości narodowych i etnicznych zapisanych w alfabecie innym niż alfabet łaciński.
Sposób transkrypcji i transliteracji nazw geograficznych i jednostek administracyjnych Republiki Armenii podany jest w opracowaniu „Nazewnictwo geograficzne świata” wydanym w 2005 roku przez Główny Urząd Geodezji i Kartografii.